# Paralissotes stewarti
Paralissotes stewarti es una especie de coleóptero de la familia Lucanidae.

## Distribución geográfica
Habita en Nueva Zelanda.